# Won Du-jae
Won Du-jae (koreanisch 원두재; * 18. November 1997 in Seoul) ist ein südkoreanischer Fußballspieler, der seit Januar 2020 bei der K-League-Franchise Ulsan Hyundai unter Vertrag steht. Der defensive Mittelfeldspieler ist seit November 2020 südkoreanischer Nationalspieler.

## Karriere

### Verein
Der in der südkoreanischen Hauptstadt Seoul geborene Won Du-jae besuchte die Unho High School, wo er auch in der Schulmannschaft den Fußballsport ausübte. Nachdem er im Anschluss im Team der Hanyang-Universität spielte, wurde er im Juli 2017 vom japanischen Zweitligisten Avispa Fukuoka unter Vertrag genommen. In seinem Debütspiel am 29. Juli 2017 (25. Spieltag) beim 2:0-Heimsieg gegen Montedio Yamagata stand er bereits in der Startformation. Beim Verein aus der südlichen Hauptinsel Kyūshū etablierte sich Won rasch als unumstrittene Stammkraft im defensiven Mittelfeld. Ein erster Torerfolg gelang ihm am 18. September (33. Spieltag) beim 1:1-Unentschieden gegen Roasso Kumamoto. In diesem Spieljahr 2017 bestritt er 18 Ligaspiele, in denen er zwei Tore erzielte. Aufgrund einer hartnäckigen Bänderverletzung, welche ihn von Mitte März bis Ende Juli 2018 insgesamt 19 Ligaspiele missen ließ, absolvierte er in der darauffolgenden Saison 2018 nur 17 Ligaspiele. In der nächsten Spielzeit 2019 wurde er bereits häufiger in die Innenverteidigung zurückgezogen und er kam insgesamt in 33 Ligaspielen zum Einsatz.
Nach zweieinhalb Jahren im Nachbarland Japan, kehrte Won zur Saison 2020 wieder in seine Heimat zurück und wechselte zur K-League-Franchise Ulsan Hyundai. Sein Debüt gab er am 11. Februar 2020 beim 1:1-Unentschieden gegen den FC Tokyo in der Gruppenphase der AFC Champions League. In seiner ersten Spielzeit in der höchsten südkoreanischen Spielklasse war er Stammspieler im defensiven Mittelfeld, absolvierte 23 Ligaspiele und erreichte mit der Mannschaft den Vizemeistertitel. Am 19. Dezember 2020 stand er mit dem Verein im Endspiel der AFC Champions League. Hier besiegte man den iranischen Vertreter FC Persepolis mit 2:1.

### Nationalmannschaft
Im Januar 2020 nahm Won mit südkoreanischen U23-Nationalmannschaft an der U23-Asienmeisterschaft teil. Mit der Auswahl gewann er das Turnier mit einem 1:0-Sieg nach Verlängerung gegen Saudi-Arabien. Er trug mit guten Leistungen in fünf Einsätzen wesentlich zum Erfolg bei und wurde zum wertvollsten Spieler des Wettbewerbs ausgezeichnet. Dadurch wurde er in seiner Heimat bereits als nächster Ki Sung-yong bezeichnet, der es in einer ähnlichen Rolle zu internationaler Beachtung und über 100. Länderspiele für Südkorea brachte.
Am 14. November 2020 debütierte er bei der 2:3-Testspielniederlage gegen Mexiko für die südkoreanischer A-Nationalmannschaft.

## Erfolge
Verein
- Ulsan Hyundai AFC Champions League: 2020

Nationalmannschaft
- Südkorea U23 U23-Asienmeister: 2020

Individuelle Auszeichnungen
- U23-Asienmeisterschaft Wertvollster Spieler: 2020